# Clasificación de Europa para los Juegos Olímpicos de Montreal 1976
La Clasificación de Europa para los Juegos Olímpicos de Montreal 1976 se jugó del 2 de abril de 1975 al 14 de abril de 1976 con el fin de definir a los cuatro clasificados entre 20 participantes en fútbol en los Juegos Olímpicos de Montreal 1976.

## Resultados

### Grupo 1

#### Primera ronda
| Equipo 1   | Agr. | Equipo 2        | Ida | Vuelta |
| ---------- | ---- | --------------- | --- | ------ |
| Yugoslavia | 1–4  | Unión Soviética | 1–1 | 0–3    |
| Finlandia  | 4–6  | Noruega         | 3-5 | 1–1    |

| 7 de mayo de 1975 | Yugoslavia | 1 - 1 | Unión Soviética | Gradski stadion, Banja Luka                              |                                                          |
|                   | Jevtić 76' |       | Bulgakov 80'    | Asistencia: 8000 espectadores Árbitro(s): Erich Linemayr | Asistencia: 8000 espectadores Árbitro(s): Erich Linemayr |

| 21 de mayo de 1975 | Unión Soviética                          | 3 - 0 (Global 4 - 1) | Yugoslavia | Estadio Central Lenin, Moscú    |                                 |
|                    | Buryak 57' (pen.) 61' · Hatzipanagis 87' | Reporte              |            | Asistencia: 40 000 espectadores | Asistencia: 40 000 espectadores |

| 15 de mayo de 1975 | Finlandia                      | 3 - 5   | Noruega                                                     | Olímpico, Helsinki                                           |                                                              |
|                    | Toivola 4' 67' · Heiskanen 65' | Reporte | Kvia 14' (pen.) 86' · Skuseth 49' · Lund 83' · Thunberg 85' | Asistencia: 12 031 espectadores Árbitro(s): Erik Fredriksson | Asistencia: 12 031 espectadores Árbitro(s): Erik Fredriksson |

| 18 de junio de 1975 | Noruega            | 1 - 1   | Finlandia    | Stavanger Stadion, Stavanger                             |                                                          |
|                     | Høyland 79' (pen.) | Reporte | Manninen 61' | Asistencia: 12 387 espectadores Árbitro(s): Bent Nielsen | Asistencia: 12 387 espectadores Árbitro(s): Bent Nielsen |

#### Segunda ronda
| País            | Pts | J | G | E | P | GF | GC | GD |
| --------------- | --- | - | - | - | - | -- | -- | -- |
| Unión Soviética | 8   | 4 | 4 | 0 | 0 | 10 | 1  | +9 |
| Noruega         | 3   | 4 | 1 | 1 | 2 | 5  | 10 | -5 |
| Islandia        | 1   | 4 | 0 | 1 | 3 | 3  | 7  | -4 |

| 7 de julio de 1975 | Islandia      | 1 - 1   | Noruega     | Laugardalsvöllur, Reykjavik                              |                                                          |
|                    | Sveinsson 17' | Reporte | Høyland 21' | Asistencia: 10 971 espectadores Árbitro(s): Ulf Eriksson | Asistencia: 10 971 espectadores Árbitro(s): Ulf Eriksson |

| 17 de julio de 1975 | Noruega                                  | 3 - 2   | Islandia                        | Brann Stadion, Brann                                       |                                                            |
|                     | Slinning 15' · Høyland 55' · Skuseth 63' | Reporte | Thórdarson 12' · Eðvaldsson 88' | Asistencia: 14 120 espectadores Árbitro(s): Edgar Pedersen | Asistencia: 14 120 espectadores Árbitro(s): Edgar Pedersen |

| 30 de julio de 1975 | Islandia | 0 - 2   | Unión Soviética | Laugardalsvöllur, Reykjavik                           |                                                       |
|                     |          | Reporte | Minayev 53' 76' | Asistencia: 9666 espectadores Árbitro(s): John Gordon | Asistencia: 9666 espectadores Árbitro(s): John Gordon |

| 28 de agosto de 1975 | Noruega     | 1 - 3 | Unión Soviética              | Ullevaal Stadion, Oslo                                     |                                                            |
|                      | Skuseth 14' |       | Sakharov 7' 52' · Fedorov 8' | Asistencia: 15 790 espectadores Árbitro(s): Georg Krutelew | Asistencia: 15 790 espectadores Árbitro(s): Georg Krutelew |

| 10 de septiembre de 1975 | Unión Soviética | 1 - 0   | Islandia | Estadio Central Lenin, Moscú                              |                                                           |
|                          | Minayev 40'     | Reporte |          | Asistencia: 30 000 espectadores Árbitro(s): László Hámori | Asistencia: 30 000 espectadores Árbitro(s): László Hámori |

| 24 de septiembre de 1975 | Unión Soviética                              | 4 - 0   | Noruega | Estadio Central Lenin, Moscú                                 |                                                              |
|                          | Sakharov 67' · Kipiani 76' 86' · Minayev 79' | Reporte |         | Asistencia: 26 000 espectadores Árbitro(s): Ryszard Sobiecki | Asistencia: 26 000 espectadores Árbitro(s): Ryszard Sobiecki |

### Grupo 2

#### Primera Ronda
| Equipo 1 | Agr. | Equipo 2          | Ida | Vuelta |
| -------- | ---- | ----------------- | --- | ------ |
| Grecia   | 1–6  | Alemania Oriental | 0-1 | 0–4    |
| Irlanda  | 1-3  | Checoslovaquia    | 1–2 | 0-1    |

| 2 de abril de 1975 | Grecia | 0 - 1   | Alemania Democrática | Estadio Apostolos Nikolaidis, Atenas                  |                                                       |
|                    |        | Reporte | Vogel 11'            | Asistencia: 6000 espectadores Árbitro(s): Hédi Seoudi | Asistencia: 6000 espectadores Árbitro(s): Hédi Seoudi |

| 23 de abril de 1975 | Alemania Democrática                                | 4 - 0   | Grecia | Steigerwaldstadion, Erfurt                                |                                                           |
|                     | Pommerenke 9' · Zapf 31' · Vogel 60' · Riediger 77' | Reporte |        | Asistencia: 18 000 espectadores Árbitro(s): Olavi Peltola | Asistencia: 18 000 espectadores Árbitro(s): Olavi Peltola |

| 15 de mayo de 1975 | Irlanda     | 1 - 2   | Checoslovaquia            | Tolka Park, Dublín                                        |                                                           |
|                    | Carlyle 11' | Reporte | Bičovský 27' · Nehoda 73' | Asistencia: 2000 espectadores Árbitro(s): Jacques Colling | Asistencia: 2000 espectadores Árbitro(s): Jacques Colling |

| 7 de junio de 1975 | Checoslovaquia | 1 - 0 | Irlanda | Štadión Lokomotívy, Košice                                |                                                           |
|                    | Nehoda 12'     |       |         | Asistencia: 15 000 espectadores Árbitro(s): Roland Racine | Asistencia: 15 000 espectadores Árbitro(s): Roland Racine |

#### Segunda ronda
| País                 | Pts | J | G | E | P | GF | GC | GD |
| -------------------- | --- | - | - | - | - | -- | -- | -- |
| Alemania Democrática | 6   | 4 | 2 | 2 | 0 | 4  | 1  | +3 |
| Checoslovaquia       | 5   | 4 | 1 | 3 | 0 | 6  | 1  | +5 |
| Austria              | 1   | 4 | 0 | 1 | 3 | 0  | 8  | -8 |

| 29 de octubre de 1975 | Alemania Democrática | 1 - 0 | Austria | Steigerwaldstadion, Erfurt                               |                                                          |
|                       | Streich 49'          |       |         | Asistencia: 13 000 espectadores Árbitro(s): Sven Jonsson | Asistencia: 13 000 espectadores Árbitro(s): Sven Jonsson |

| 19 de noviembre de 1975 | Checoslovaquia | 1 - 1   | Alemania Democrática | Stadion Za Lužánkami, Brno                                 |                                                            |
|                         | Bičovský 90'   | Reporte | Weise 82'            | Asistencia: 10 000 espectadores Árbitro(s): Cvetan Sztanev | Asistencia: 10 000 espectadores Árbitro(s): Cvetan Sztanev |

| 3 de diciembre de 1975 | Austria | 0 - 0 | Checoslovaquia | Bundesstadion Südstadt, Maria Enzersdorf                   |  |
|                        |         |       |                | Asistencia: 3000 espectadores Árbitro(s): Dušan Maksimović |  |

| 24 de marzo de 1976 | Austria | 0 - 2   | Alemania Democrática | Bundesstadion Südstadt, Maria Enzersdorf                  |                                                           |
|                     |         | Reporte |                      | Asistencia: 10 000 espectadores Árbitro(s): Giulio Ciacci | Asistencia: 10 000 espectadores Árbitro(s): Giulio Ciacci |

| 7 de abril de 1976 | Alemania Democrática | 0 - 0   | Checoslovaquia | Zentralstadion, Leipzig                                     |                                                             |
|                    |                      | Reporte |                | Asistencia: 45 000 espectadores Árbitro(s): Vladimir Rudnev | Asistencia: 45 000 espectadores Árbitro(s): Vladimir Rudnev |

| 14 de abril de 1976 | Checoslovaquia                               | 5 - 0   | Austria | Tehelné pole, Bratislava                                    |                                                             |
|                     | Masný 26' 58' · Panenka 34' · Nehoda 36' 63' | Reporte |         | Asistencia: 7000 espectadores Árbitro(s): Walter Eschweiler | Asistencia: 7000 espectadores Árbitro(s): Walter Eschweiler |

### Grupo 3

#### Primera ronda
| Equipo 1            | Agr. | Equipo 2 | Ida | Vuelta |
| ------------------- | ---- | -------- | --- | ------ |
| Alemania Occidental | 2–3  | España   | 0–0 | 2-3    |
| Hungría             | 2–4  | Bulgaria | 2-0 | 0-4    |

| 16 de abril de 1975 | Alemania Federal | 0 - 0   | España | Bielefelder Alm, Bielefeld                                  |                                                             |
|                     |                  | Reporte |        | Asistencia: 25 000 espectadores Árbitro(s): Arie van Gemert | Asistencia: 25 000 espectadores Árbitro(s): Arie van Gemert |

| 15 de mayo de 1975 | España                       | 3 - 2   | Alemania Federal | Estadio de Sarriá, Barcelona                              |                                                           |
|                    | Quiles 31' · Solsona 43' 73' | Reporte | Seliger 28' 87'  | Asistencia: 20 000 espectadores Árbitro(s): Ahmed Khelifi | Asistencia: 20 000 espectadores Árbitro(s): Ahmed Khelifi |

| 7 de mayo de 1975 | Hungría                        | 2 - 0   | Bulgaria | Népstadion, Budapest                                        |                                                             |
|                   | Fazekas 25' (pen.) · Kozma 63' | Reporte |          | Asistencia: 20 000 espectadores Árbitro(s): Wolfgang Riedel | Asistencia: 20 000 espectadores Árbitro(s): Wolfgang Riedel |

| 7 de junio de 1975 | Bulgaria                                         | 4 - 0   | Hungría | Estadio Nacional Vasil Levski, Sofía                       |                                                            |
|                    | Kolev 45' · Panov 47' (pen.) 52' · Jeliazkov 89' | Reporte |         | Asistencia: 25 000 espectadores Árbitro(s): Zdeněk Jelínek | Asistencia: 25 000 espectadores Árbitro(s): Zdeněk Jelínek |

#### Segunda ronda
| País     | Pts | J | G | E | P | GF | GC | GD |
| -------- | --- | - | - | - | - | -- | -- | -- |
| España   | 6   | 4 | 2 | 2 | 0 | 5  | 2  | +3 |
| Bulgaria | 5   | 4 | 2 | 1 | 1 | 7  | 3  | +4 |
| Turquía  | 1   | 4 | 0 | 1 | 3 | 0  | 7  | -7 |

| 24 de septiembre de 1975 | Turquía | 0 - 2      | Bulgaria                     | Beşiktaş İnönü Stadyumu, Estambul                              |                                                                |
|                          |         | Ra Reporte | Jeliazkov 33' · Dimitrov 53' | Asistencia: 30 000 espectadores Árbitro(s): Nicolae Petriceanu | Asistencia: 30 000 espectadores Árbitro(s): Nicolae Petriceanu |

| 8 de octubre de 1975 | España                       | 2 - 1   | Bulgaria        | Estadio José Rico Pérez, Alicante                           |                                                             |
|                      | Santillana 20' · Solsona 36' | Reporte | Aleksandrov 28' | Asistencia: 45 000 espectadores Árbitro(s): Georges Konrath | Asistencia: 45 000 espectadores Árbitro(s): Georges Konrath |

| 12 de noviembre de 1975 | Bulgaria  | 1 - 1   | España          | Estadio Nacional Vasil Levski, Sofía                      |                                                           |
|                         | Kolev 30' | Reporte | Satrústegui 58' | Asistencia: 15 000 espectadores Árbitro(s): René Matthieu | Asistencia: 15 000 espectadores Árbitro(s): René Matthieu |

| 21 de enero de 1976 | España                       | 2 - 0   | Turquía | Estadio Ramón Sánchez Pizjuán, Sevilla                  |                                                         |
|                     | Solsona 24' · Santillana 60' | Reporte |         | Asistencia: 40 000 espectadores Árbitro(s): Hédi Seoudi | Asistencia: 40 000 espectadores Árbitro(s): Hédi Seoudi |

| 24 de mayo de 1976 | Turquía | 0 - 0   | España | Adana 5 Ocak Stadı, Adana                                    |                                                              |
|                    |         | Reporte |        | Asistencia: 15 000 espectadores Árbitro(s): Mohammad Szálehi | Asistencia: 15 000 espectadores Árbitro(s): Mohammad Szálehi |

| 14 de abril de 1976 | Bulgaria                      | 3 - 0   | Turquía | Gradski Stadion, Stara Zagora                            |                                                          |
|                     | Milanov 9' · Yordanov 69' 81' | Reporte |         | Asistencia: 18 000 espectadores Árbitro(s): Vlado Tauzes | Asistencia: 18 000 espectadores Árbitro(s): Vlado Tauzes |

### Grupo 4

#### Primera ronda
| Equipo 1   | Agr. | Equipo 2     | Ida | Vuelta |
| ---------- | ---- | ------------ | --- | ------ |
| Luxemburgo | 1–3  | Países Bajos | 0-1 | 1-2    |
| Rumania    | 6–1  | Dinamarca    | 4-0 | 2-1    |

| 8 de abril de 1975 | Luxemburgo | 0 - 1   | Países Bajos      | Stade Municipal, Luxembourg                              |                                                          |
|                    |            | Reporte | van den Broek 50' | Asistencia: 1000 espectadores Árbitro(s): Rudolf Frickel | Asistencia: 1000 espectadores Árbitro(s): Rudolf Frickel |

| 22 de abril de 1975 | Países Bajos                            | 2 - 1   | Luxemburgo | De Westmaat, Spakenburg                                 |                                                         |
|                     | Karstens 33' · van der Horst 56' (pen.) | Reporte | Margue 71' | Asistencia: 2500 espectadores Árbitro(s): Dominic Byrne | Asistencia: 2500 espectadores Árbitro(s): Dominic Byrne |

| 4 de junio de 1975 | Rumania                                         | 4 - 0   | Dinamarca | Stadionul 23 August, Bucarest                      |                                                    |
|                    | Kun 15' · G. Sandu 66' · Dumitru 66' · Dinu 82' | Reporte |           | Asistencia: 8000 espectadores Árbitro(s): Hilmi Ok | Asistencia: 8000 espectadores Árbitro(s): Hilmi Ok |

| 18 de junio de 1975 | Dinamarca     | 1 - 2   | Rumania | Københavns Idrætspark, Copenhague                       |                                                         |
|                     | Mauritzen 27' | Reporte |         | Asistencia: 13 300 espectadores Árbitro(s): Rolf Haugen | Asistencia: 13 300 espectadores Árbitro(s): Rolf Haugen |

#### Segunda ronda
| País         | Pts | J | G | E | P | GF | GC | GD  |
| ------------ | --- | - | - | - | - | -- | -- | --- |
| Francia      | 6   | 4 | 3 | 0 | 1 | 11 | 5  | +6  |
| Rumania      | 6   | 4 | 3 | 0 | 1 | 9  | 5  | +4  |
| Países Bajos | 0   | 4 | 0 | 0 | 4 | 5  | 15 | -10 |

| 12 de noviembre de 1975 | Países Bajos                       | 2 - 3   | Francia                             | De Langeleegte, Veendam                                     |                                                             |
|                         | Karstens 30' (pen.) · Meertens 76' | Reporte | Rouyer 51' · Rubio 56' · Schaer 85' | Asistencia: 20 000 espectadores Árbitro(s): Wolfgang Riedel | Asistencia: 20 000 espectadores Árbitro(s): Wolfgang Riedel |

| 3 de diciembre de 1975 | Francia                            | 4 - 0   | Rumania | Stade municipal des Allées Jean Leroi, Blois            |                                                         |
|                        | Fernandez 43' · Rouyer 64' 72' 80' | Reporte |         | Asistencia: 6051 espectadores Árbitro(s): John Homewood | Asistencia: 6051 espectadores Árbitro(s): John Homewood |

| 25 de febrero de 1976 | Francia                                  | 4 - 2   | Países Bajos                   | Stade de Venoix, Caen                                   |                                                         |
|                       | Schaer 4' · Rouyer 21' 57' · Platini 52' | Reporte | Peters 70' · van der Horst 75' | Asistencia: 7477 espectadores Árbitro(s): Hámori László | Asistencia: 7477 espectadores Árbitro(s): Hámori László |

| 24 de marzo de 1976 | Rumania    | 1 - 0   | Francia | Stadionul 23 August, Bucarest                                |                                                              |
|                     | Bölöni 10' | Reporte |         | Asistencia: 40 000 espectadores Árbitro(s): Giorgos Katsoras | Asistencia: 40 000 espectadores Árbitro(s): Giorgos Katsoras |

| 6 de abril de 1976 | Países Bajos | 0 - 3   | Rumania                       | De Luiten, Roosendaal                                    |                                                          |
|                    |              | Reporte | Iordănescu 54' (pen.) 57' 62' | Asistencia: 3000 espectadores Árbitro(s): Norbert Rolles | Asistencia: 3000 espectadores Árbitro(s): Norbert Rolles |

| 14 de abril de 1976 | Rumania                                                                   | 5 - 1   | Países Bajos | Stadionul 23 August, Bucarest                             |                                                           |
|                     | Mulțescu 20' · Hajnal 25' · Iordănescu 45' (pen.) · Zamfir 64' · Dinu 84' | Reporte | Peters 11'   | Asistencia: 30 000 espectadores Árbitro(s): Richard Casha | Asistencia: 30 000 espectadores Árbitro(s): Richard Casha |

## Clasificados
- Polonia (Campeón defensor)
- Unión Soviética
- Alemania Democrática
- España
- Francia